# Richmond (Vermont)
Richmond – miasto w Stanach Zjednoczonych, w stanie Vermont, w hrabstwie Chittenden.